# Nick Holmes (Sänger)

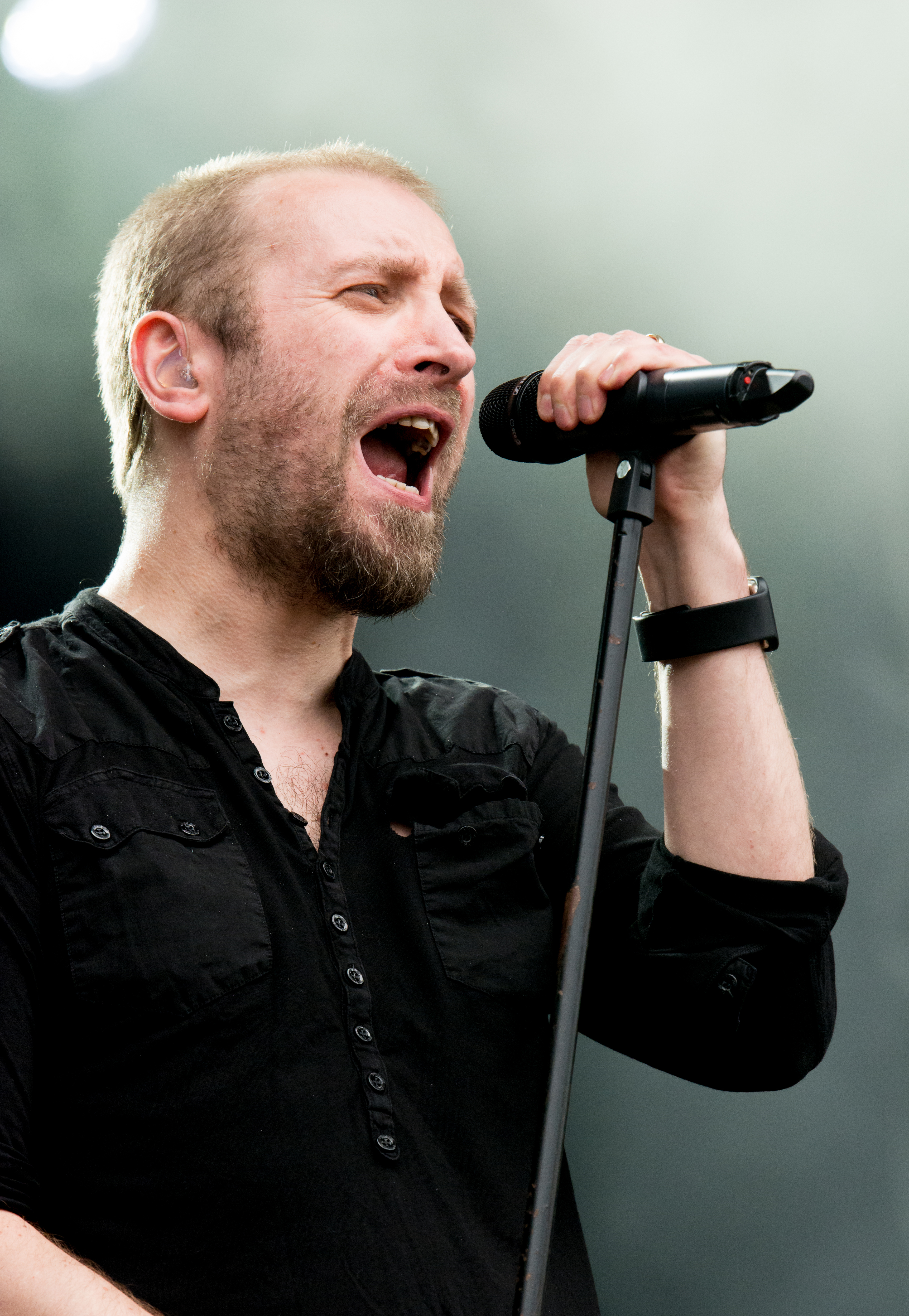
Holmes 2016 in Hamburg

Nick Holmes, eigentlich Nicholas John Arthur Holmes (* 7. Januar 1971) ist ein englischer Sänger und Songwriter. Er wurde vor allem als Sänger der britischen Gothic-Metal-Band Paradise Lost sowie der schwedischen Death-Metal-Band Bloodbath bekannt.

## Werdegang und Stil
Holmes gründete Paradise Lost Ende 1988 mit Gregor Mackintosh und Matthew Archer. Zu dieser Zeit hatten die Bandmitglieder gerade die Schule verlassen. Holmes ist gemeinsam mit Mackintosh seitdem Hauptsongwriter der Band und verfasst die Texte, während Mackintosh die Musik schreibt.
Auf den ersten Aufnahmen und auf den Alben bis Shades of God nutzte Holmes gutturalen Gesang bzw. Growling. Danach sang er zunehmend im Klargesang, bis auf den neusten Alben seit etwa The Plague Within wieder teilweise oder vollständig Growling verwendet wurde.
Im September 2014 wurde bekannt, dass Holmes Mikael Åkerfeldt als Sänger der schwedischen Death-Metal-Band Bloodbath ersetzen würde. Seitdem erschienen die Alben Grand Morbid Funeral (2014) und The Arrow of Satan Is Drawn (2018). Zudem hatte Holmes einige Gastauftritte bei anderen Bands.
2022 gründete er mit seinem Paradise-Lost-Kollegen Gregor Mackintosh das Synth-Rock-Duo Host.

## Diskografie

### Paradise Lost
- siehe Paradise Lost (Band)/Diskografie

### Bloodbath
- Bloodbath – Grand Morbid Funeral (2014, Peaceville Records)
- Bloodbath – The Arrow of Satan is Drawn (2018, Peaceville Records)

### Host
- siehe Host (Band)#Diskografie

### Gastauftritte
- 3 AM – Deus Ex Machina – Liv Kristine (1998, Swanlake)
- For a Voice Like Thunder – Rituals – Rotting Christ (2016, Season of Mist)
- Gallows Bird – Hour of the Nightingale – Trees of Eternity – (2016, Svart Records)
- Wake Up the Coma – Wake Up the Coma – Front Line Assembly (2019, Metropolis Records)
- ... and a Cross Now Marks His Place – Where Fear and Weapons Meet – 1914 (2021, Napalm Records)